# Conan Stevens
Mark "Conan" Stevens (Newcastle, 30 november 1969)  is een Australische acteur, hij is het best bekend door zijn rol als Bolg in The Hobbit trilogie van Peter Jackson. Hij is eveneens voormalig professioneel worstelaar.